# 圣若泽-杜塞里多
圣若泽-杜塞里多是巴西北大河州的一个市镇。总面积174.504平方公里，总人口4220人，人口密度24.2人/平方公里。